# Macrostemum midas
Macrostemum midas är en nattsländeart som beskrevs av Malicky och Chantaramongkol in Malicky 1998. Macrostemum midas ingår i släktet Macrostemum och familjen ryssjenattsländor. Inga underarter finns listade i Catalogue of Life.